# Panchhari
Panchhari è un sottodistretto (upazila) del Bangladesh situato nel distretto di Khagrachhari, divisione di Chittagong. Si estende su una superficie di  334,11 km² e conta una popolazione di  26.319 abitanti (dato censimento 1991).